# دولورس هرنانديز
دولورس هرنانديز (بالإسبانية: Dolores Hernández) هي غطاسة مكسيكية، ولدت في 21 مايو 1997 في مدينة فيراكروز في المكسيك.

## وصلات خارجية
- دولورس هرنانديز على موقع الاتحاد الدولي للسباحة (الإنجليزية)
- دولورس هرنانديز على موقع قاعدة بيانات الغوص IAT (الألمانية)
- دولورس هرنانديز على موقع اللجنة الأولمبية الدولية (الإنجليزية)
- دولورس هرنانديز على موقع أوليمبيديا (الإنجليزية)